# حضارة الأبينيني
حضارة الأبينيني (بالإنجليزية: Apennine culture)‏ حضارة أثرية وقعت في وسط إيطاليا وجنوبها، منذ العصر البرونزي الإيطالي الوسيط (القرنين الرابع عشر والخامس عشر قبل الميلاد). انقسمت حضارة الأبينيني في منتصف القرن العشرين إلى المراحل المبكرة والوسطى والمتأخرة الأولية، ولكن علماء الآثار الآن يفضلون اعتبار الطراز الفخاري المزخرف فقط أثرًا لحضارة الأبينيني، من المرحلة المتأخرة للعصر البرونزي الوسيط. سبقت تلك المرحلة غروتا نوفا (في وسط إيطاليا) والحضارة الأبينينية الأولية (في جنوب إيطاليا)، وتبعتها الحضارة المتفرعة من الأبينينية للقرن الثالث عشر («البرونزية الحديثة»). يُمثل الخزف الأبينيني بضائع مصقولة ومشقوقة بطريقة حلزونية، ومزودة بتعاريج ومناطق هندسية، ومملوءة بنقاط أو خطوط عرضية. وجدت تلك القطع الأثرية على جزيرة إسكيا مع فخاريات الفترة الهيلادية المتأخرة الأولى والفترة الهيلادية المتأخرة الثانية على جزيرة ليباري، مع خزف الفترة الهيلادية المتأخرة الثالثة أ، وترجع تلك العلاقات إلى العصر البرونزي المتأخر كما يُعرَّف في اليونان والإيجية.

## المجتمع
كان سكان الحضارة الأبينينية من رعاة الماشية في جبال الألب، يرعون الحيوانات على المروج والبساتين الجبلية في وسط إيطاليا. عاش السكان في قرى صغيرة في مواقع منيعة. بنى السكان مخيمات مؤقتة، وعاشوا في الكهوف والملاجئ الصخرية، أثناء التنقل بين مراعي الصيف. لم يرتبط السكان بمدى مكاني منحصر في التلال، إذ وجدت فخارياتهم على هضبة كابيتولين بالإضافة إلى الجزر المذكورة بالأعلى.

## النسب الإثني

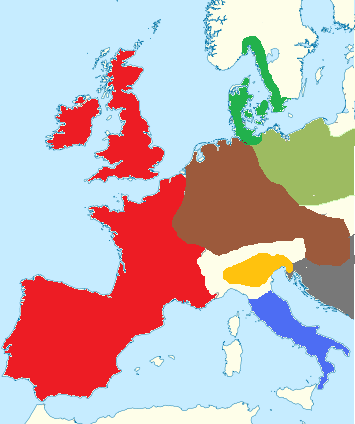
أوروبا الغربية خلال العصر البرونزي: حضارة الأبينيني باللون الأزرق، بينما حضارة تيراماري باللون الأصفر.

ادعى عديد من المنظرين نسب الحضارة الأبينينية إلى إثنية معينة في القرن التاسع عشر وأول القرن العشرين. في القرن العشرين، اعترض الأكاديمي الإيطالي ماسيمو بالوتينو، المتخصص في الحضارة الإتروسكانية، على كل الادعاءات واصفًا إياها بالمسرفة في التبسيط. ورفض قانون كوسينا في ما يخص المرجعية لإيطاليا، القانون الذي ينص على أن اللغات والجماعات الإثنية تُعرَّف بالقطع الأثرية التي خلفتها. طرح بالوتينو أن مصطلحات مثل «حضارة تيراماري» أو «حضارة أبينيني» لا تحمل أي دلالة لغوية أو إثنية.
وضعت حضارة الأبينيني حدًا لانتشار حضارة فيلانوفان الأولية من الشمال. انتشرت تلك الحضارة في إيطاليا، وقدمت لها مراسم حرق الجثث، على أن حرق الجثث كان موجودًا في إيطاليا بالتوازي مع الدفن. تطورت الحضارة الفيلانوفانية المحلية بالتوازي مع مسارين: أولئك الذين مارسوا الدفن والحرق، وأولئك الذين مارسوا الدفن فقط. كان نهر التيبر خطًا فاصلًا. وقسَّم السكان إلى لغتين أساسيتين: الإيطالية والإتروسكانية. فبعيدًا عن ما تمثله الحضارة الفيلانوفانية الأولية، لا يتوقع أنها كانت جماعة متجانسة إثنيًا أو لغويًا، وبالتالي يُستبعد أي غزو «إيطالي» في ذلك الوقت.
يسير تقديم بالوتينو للرؤية المتزامنة لكيفية وصول اللغات الهندو الأوروبية على الضفة الغربية لنهر التيبر وفي الاتجاهين الجنوبي والشرقي، كالآتي. وصلت جماعات صغيرة تتحدث لغات هندوأوروبية، لغات مترابطة بعلاقات وثيقة، على ثلاث موجات، عبر البحر الأدرياتيكي وانتقلت إلى اليابسة. وقعت الموجة الأولى في العصر الحجري الوسيط، بدايةً بحضارة الخزف مربع العنق، وانتشرت في سائر العصر الحجري والحضارة الأبينينية الأولية والمبكرة. تطورت اللغة اللاتينية من لسانهم في إيطاليا. ترتبط الموجة الثانية بحضارة اليونان الموكيانية في العصر البرونزي المتأخر، وأحضرت أسلاف متحدثي اللغة الإيطالية إلى وسط وجنوب إيطاليا. انتشروا أثناء الفترة المتبقية من الحضارة الأبينينية. جاءت الموجة الثالثة مع الحضارة الفيلانوفانية الأولية، ومسؤولة عن لغة الفينيتو. يعترف بالوتينو أن هذا التفسير عن الدليل الأُري واللغوي غير مثبت، ولكنه يرى أنه أفضل من سابقيه عن احتلال شعب إيطاليا من الشمال على يد حضارة تيراماري، المتميزة عن الحضارة الأبينينية المبكرة.
مارس الحضارة الأبينية طبقًا لتلك النظرية متحدثو لغات غير معروفة من الفرع الإيطالي للغات الهندو أوروبية، التي انحدرت منها اللغات التاريخية في ما بعد. يُعتبر مصطلح «إيطالي أولي»، طبقًا لرؤية بالوتينو، غير مفيد لأنه لم توجد لغة أولية واحدة في إيطاليا. وجدت تلك اللغة على الجانب الآخر من البحر الأدرياتيكي (إيليريا) في العصر الحجري. تتسق طريقة حياة شعب الحضارة الأبينينية مع أصل كلمة إيطاليا «أرض الماشية الصغيرة».

## اقرأ أيضاً
- أبينيني